# 布兰肯贝格 (图林根州)
布兰肯贝格（德語：Blankenberg，發音：[ˈblaŋkn̩ˌbɛʁk]）是德国图林根州萨勒-奥拉县曾经的一个市镇，面积3.71平方千米，人口为人。2019年1月1日，布兰肯贝格与另外6个市镇合并为新市镇伦施泰格地区罗森塔尔。